# Lotte (Musikerin)

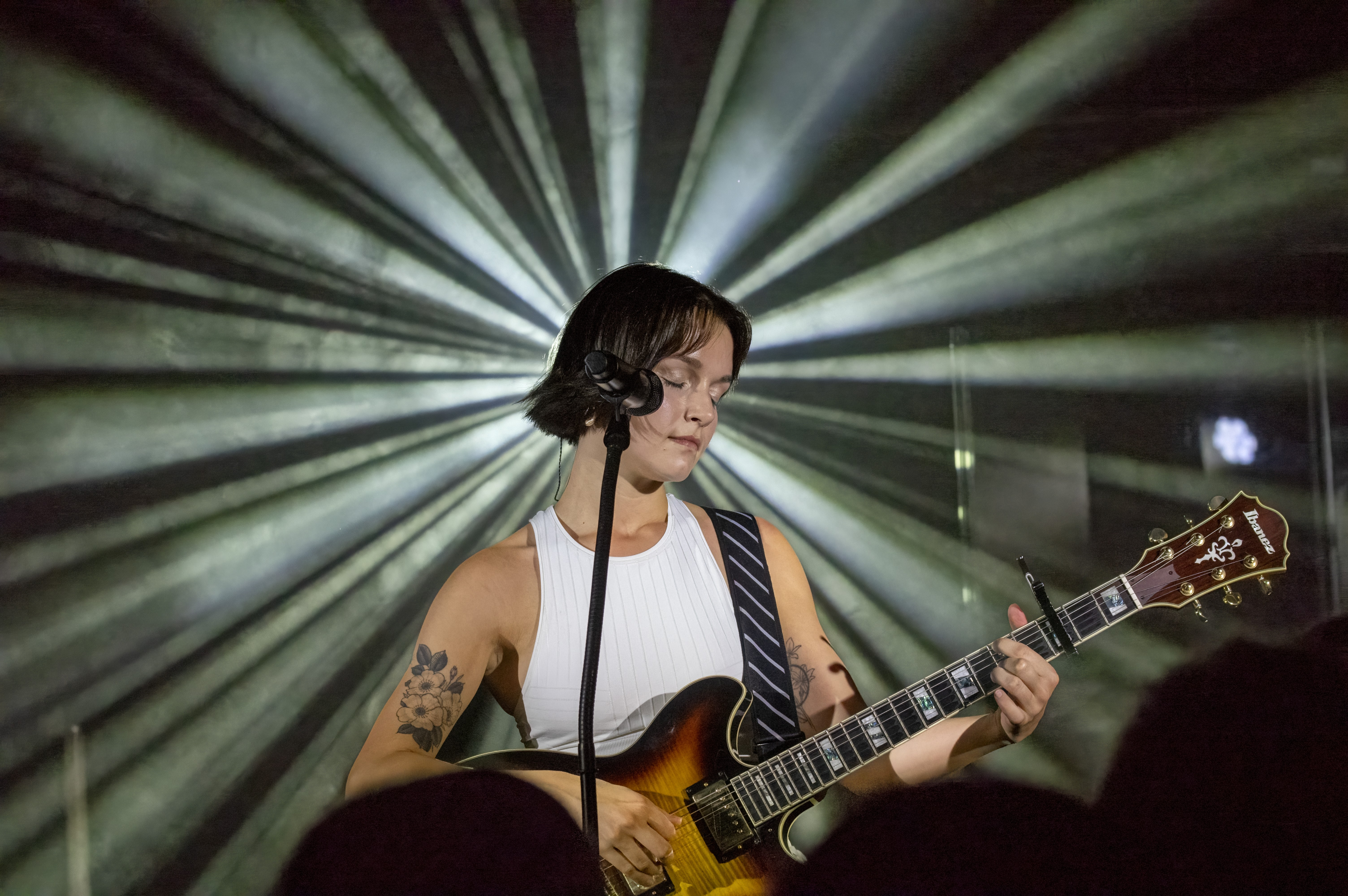
Lotte (2022)

Lotte (* 14. Juli 1995 als Charlotte Rezbach in Ravensburg) ist eine deutsche Singer-Songwriterin. Ihr erfolgreichstes Stück ist Auf das, was da noch kommt, ein Duett mit Max Giesinger aus dem Jahr 2019.

## Biografie
Lotte wurde 1995 in Ravensburg geboren. In ihrer Kindheit nahm sie Gesangsunterricht und lernte Gitarre, Klavier und Geige. Sie besuchte das Bildungszentrum St. Konrad in Ravensburg und anschließend das Spohn-Gymnasium.
Ihren ersten Song schrieb sie der offiziellen Biografie zufolge mit 13 Jahren. Nach dem Abitur studierte sie zunächst Philosophie in Innsbruck. Ab 2016 war sie Teil des Bandpools, dem Förderprogramm der Popakademie Mannheim. Im Sommer 2016 spielte sie auf Festivals als Supportact für Musiker wie Max Giesinger, Benne und Johannes Oerding – anfangs noch ohne Begleitung durch eine Band. Im selben Jahr veröffentlichte sie auf ihrem YouTube-Kanal mehrere eigene Songs. Sie lebt in Berlin.

## Werke

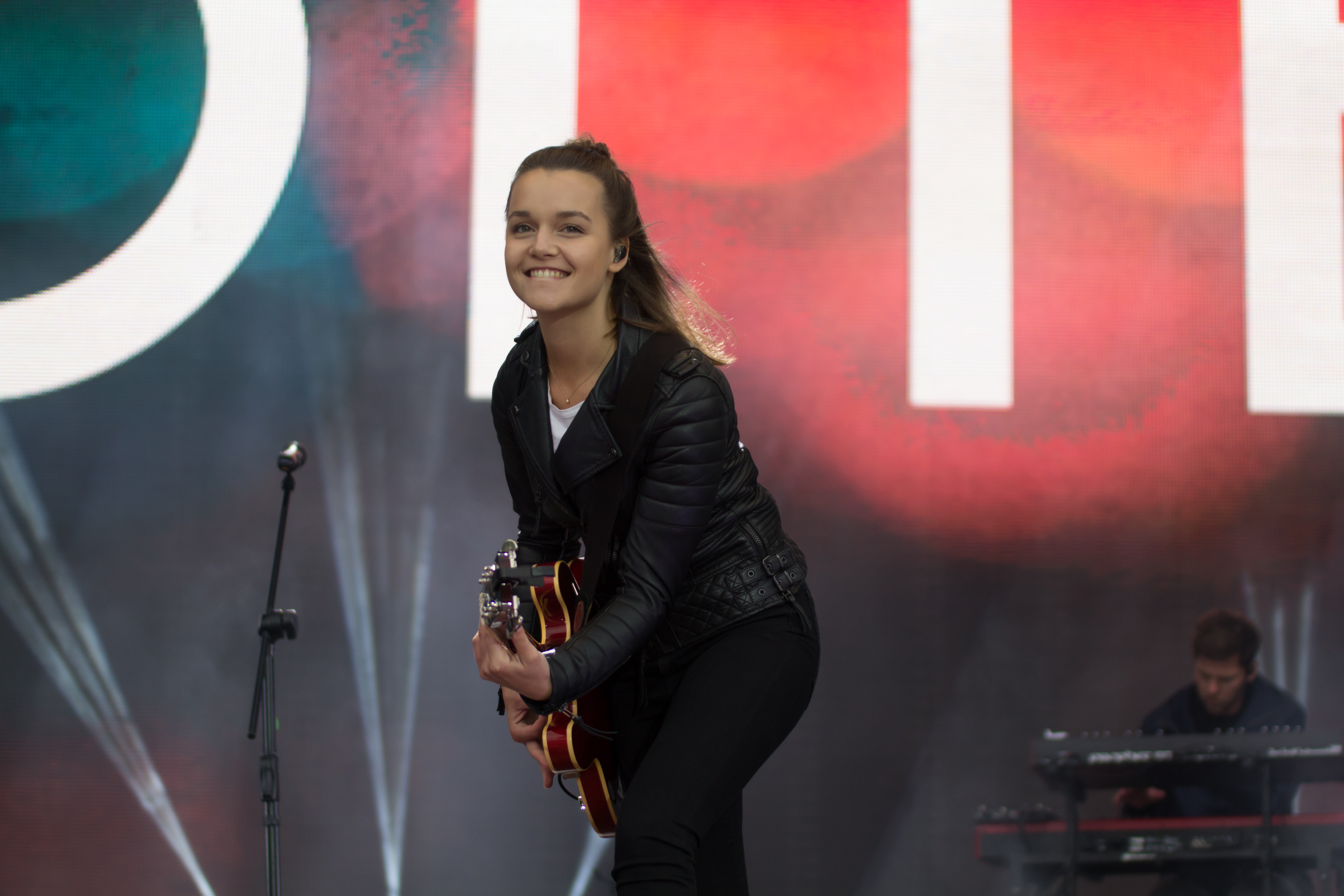
Lotte (2018)

Ihre Debütsingle Auf beiden Beinen erschien im März 2017. Im April nahm sie das Musiklabel Columbia Records Deutschland unter Vertrag. Einen Monat später erschien mit Fluchtreflex die nächste Single, zusammen mit einem Lyrikvideo auf YouTube. Im Juli 2017 wurde der Song Pauken als dritte Single veröffentlicht.
Ihr Debütalbum Querfeldein wurde im September 2017 veröffentlicht und konnte sich in den deutschen Albumcharts auf Rang 30 platzieren. Im Herbst 2017 und im Frühjahr 2018 folgten dazugehörige Tourneen. Im Februar 2018 erschien mit Farben eine neue Single, die auf keinem Album zu finden ist.
Ihr zweites Album Glück wurde im Oktober 2019 veröffentlicht. Zuvor wurde der Song Schau mich nicht so an im Mai desselben Jahres als erste Single veröffentlicht. Als zweite Single ist der Song Auf das, was da noch kommt zusammen mit Max Giesinger im August 2019 erschienen. Im Oktober 2019 wurde die dritte Single Zu jung veröffentlicht.
2020 veröffentlichte sie ihre Single Mehr davon, die auch als Titellied der achten Staffel von Promi Big Brother fungiert. In der 12. Staffel der Castingshow Dein Song wirkte sie als Jurorin mit.
Im Mai 2021 veröffentlichte sie das Lied Bleib nochn Tag (Ladadi). Das Musikvideo dazu erschien im Juni 2021. Sie war Teilnehmerin der neunten Staffel der Sendung Sing meinen Song – Das Tauschkonzert, die von April bis Juni 2022 ausgestrahlt wurde. Am 27. Mai 2022 erschien mit Woran hältst Du dich fest, wenn alles zerbricht? ihr drittes Studioalbum.
2025 kündigte sie ihr viertes Album an.

## Diskografie
Studioalben

| Jahr | Titel Musiklabel                                                         | Höchstplatzierung, Gesamtwochen, AuszeichnungChartplatzierungen (Jahr, Titel, Musiklabel, Platzierungen, Wochen, Auszeichnungen, Anmerkungen) | Höchstplatzierung, Gesamtwochen, AuszeichnungChartplatzierungen (Jahr, Titel, Musiklabel, Platzierungen, Wochen, Auszeichnungen, Anmerkungen) | Höchstplatzierung, Gesamtwochen, AuszeichnungChartplatzierungen (Jahr, Titel, Musiklabel, Platzierungen, Wochen, Auszeichnungen, Anmerkungen) | Anmerkungen                              |
| Jahr | Titel Musiklabel                                                         | DE | AT | CH | Anmerkungen                              |
| ---- | ------------------------------------------------------------------------ | --- | --- | --- | ---------------------------------------- |
| 2017 | Querfeldein Columbia Records (Sony)                                      | DE30 (1 Wo.)DE | — | — | Erstveröffentlichung: 15. September 2017 |
| 2019 | Glück Columbia Records (Sony)                                            | DE19 (3 Wo.)DE | — | — | Erstveröffentlichung: 11. Oktober 2019   |
| 2022 | Woran hältst Du dich fest, wenn alles zerbricht? Columbia Records (Sony) | DE12 (3 Wo.)DE | — | CH56 (1 Wo.)CH | Erstveröffentlichung: 27. Mai 2022       |

## Rezeption
Das ARD-Morgenmagazin beschreibt Lotte als eine Sängerin, deren musikalische Darbietungen sich anhörten, als seien sie ihrem Tagebuch entnommen. In ihren Texten gehe es um „Sehnsucht, Geborgenheit, Liebe und Herzschmerz“.